# Liste der Plätze in Herford
In dieser Liste sind die Plätze in Herford aufgeführt. Für eine Stadt dieser Größenordnung gibt es im ostwestfälischen Herford verhältnismäßig viele Plätze, zumal sich allein 14 Plätze im Stadtkern innerhalb der Herforder Wallanlagen mit Altstadt, Neustadt und Radewig befinden. Die beiden untenstehenden Karten zeigen die Stadt ohne die Eingemeindungen von 1969. Auf der linken Karte ist der Stadtkern in rot dargestellt, auf der rechten sind die Stadtviertel eingetragen, in denen sich fast alle Plätze befinden.

Herforder Stadtkern in rot
Herforder Stadtviertel (ohne Eingemeindungen)

Einige der hier aufgeführten Plätze sind vor Ort nicht beschildert, andere haben keinen offiziellen Namen. Plätze ohne Namen sind in der Liste nicht aufgeführt.

## Plätze
| Name                | Stadtteil, Stadtviertel, oder Feldmark      | Erläuterungen | Einmündende Straßen im Uhrzeigersinn von Norden                                              | Umgebende Straßen im Uhrzeigersinn von Norden          | Bild                                                 |
| ------------------- | ------------------------------------------- | --- | -------------------------------------------------------------------------------------------- | ------------------------------------------------------ | ---------------------------------------------------- |
| Alter Markt         | Altstadt                                    | Der Alte Markt ist der Hauptplatz der Stadt Herford. Weiteres zum Alten Markt und zu den Straßen siehe Altstadt (Herford). | Gehrenberg, Bügelstraße, Rennstraße, Clarenstraße, Bäckerstraße, Mausefalle                  |                                                        | Alter Markt                                          |
| Amselplatz          | Neustädter Feldmark                         | Der Amselplatz und die Straßen im Bereich des Lübberlindenwegs wurden in den 1950er Jahren gebaut. Auf dem Platz befindet sich der sogenannte Eulenbrunnen, der von dem von 1954 bis 1963 in Herford lebenden Bildhauer Günter Laurien geschaffen wurde. | Amselstraße, Lerchenstraße, Taubenweg, Meisenpfad, Schwalbenweg, Lübberlindenweg             |                                                        | Amselplatz                                           |
| Augustinerplatz     | Altstadt                                    | Im März 2018 wurde vor dem Altstadt-Centrum der Augustinerplatz eröffnet. Er wurde nach dem Augustinerkloster benannt, das sich dort bis 1886 befand. Nachdem man während der Bauarbeiten für das Altstadt-Centrum und den davorliegenden Platz auf Reste der Nordmauer der früheren Klosterkirche gestoßen war, begann eine Diskussion über den Namen des Platzes. Zur Auswahl standen die Bezeichnungen „Klosterplatz“, „Augustinerklosterplatz“ und „Augustinerplatz“. Nach einer Internetumfrage sprach sich die Mehrheit der Bürger für den letztgenannten Namen aus. |                                                                                              | An der Bowerre, Brüderstraße, Gehrenberg               | Augustinerplatz                                      |
| Bahnhofplatz        | Radewiger Feldmark                          | Der Bahnhofplatz mit einem Busbahnhof und Taxiständen befindet sich vor dem Bahnhof. | Am Bahndamm, Fürstenaustraße, Kurfürstenstraße, Bahnhofstraße                                |                                                        | weitere Bilder                                       |
| Bürgerplatz am Wehr | Altstadt                                    | Der Bürgerplatz am Wehr erhielt seinen Namen im Jahr 2012. Er liegt zwischen der Aa am Radewiger Wehr und dem Wall „Unter den Linden“. |                                                                                              | Unter den Linden                                       | Bürgerplatz am Wehr                                  |
| Dorfplatz           | Elverdissen                                 | Am Dorfplatz befindet sich der evangelische Kindergarten Elverdissen. | Am Kindergarten, Nasse Welle                                                                 |                                                        |                                                      |
| Dorfplatz           | Schwarzenmoor                               | Anwohner in der Nähe der Straßenkreuzung An den Teichen/Hinterm Busch haben auf einer Grünfläche eine Bank aufgestellt, einen Teich angelegt und ein Schild mit der Aufschrift Dorfplatz aufgestellt. Der Platz liegt an der Pilgerroute des Jakobsweges von Minden nach Soest. In einem Dorfbuch können Durchreisende oder Wanderer Grüße hinterlassen. | Hinterm Busch, An den Teichen                                                                |                                                        |                                                      |
| Fürstenauplatz      | Radewig                                     | Zum Fürstenauplatz und zu den Straßen siehe Radewig. Auf dem Platz steht das Fürstenaudenkmal. An der Ecke Kirchstraße/Radewiger Straße befindet sich die Jakobikirche. | Kirchgasse, Radewiger Straße, Bielefelder Straße, Radewiger Straße                           |                                                        | weitere Bilder                                       |
| Gänsemarkt          | Radewig                                     | Zum Gänsemarkt und zu den Straßen siehe Radewig. Auf dem Platz steht der Gänsebrunnen. | Janup, Radewiger Straße, Brudtlachtstraße, Steinstraße                                       |                                                        | Gänsemarkt                                           |
| Käthe-Elsbach-Platz | Radewiger Feldmark                          | Der Platz gegenüber dem Museum Marta erinnert seit September 2006 an Käthe Elsbach (verheiratete Maass). Sie stammte aus der jüdischen Industriellenfamilie, die im heutigen Elsbachhaus in den 1920er Jahren die größte Wäschefabrik Europas betrieb. In der NS-Zeit konnte die Familie Elsbach auswandern, während Käthe Maass-Elsbach von ihrem Wohnsitz Hamburg deportiert und im Konzentrationslager ermordet wurde. |                                                                                              | Goebenstraße                                           | Käthe-Elsbach-Platz                                  |
| Kiewiese            | Neustädter Feldmark                         | Auf der Kiewiese wurden von 1958 bis 2010 Kirmes- und Zirkusveranstaltungen ausgerichtet. Seitdem dient sie als Parkplatz für das H2O und das Stadion. Außerdem befindet sich dort ein Wohnmobil-Stellplatz. |                                                                                              | Leipziger Straße, Wiesestraße, Quentinufer             | Kiewiese                                             |
| Linnenbauerplatz    | Altstadt                                    | Zum Linnenbauerplatz und zu den Straßen siehe Altstadt (Herford). Am Rand der Platzes befindet sich die Stadtbibliothek Herford. Auf der Seite zum Gehrenberg steht das Linnenbauerdenkmal. |                                                                                              | An der Bowerre, Gehrenberg, Am Gange                   | Linnenbauerplatz                                     |
| Logenplatz          | Altstadt                                    | Im Jahr 2005 erhielt der Parkplatz an der Straße Fauler Steg den Namen Logenplatz. Er wurde nach der Freimaurerloge „Zur Roten Erde“ benannt, die ihren Sitz seit 1909 im Logenhaus hat, das an der Westseite des Platzes steht. Auch die Süd- und die Ostseite sind bebaut. Bevor der Name Logenplatz vergeben wurde, waren die dortigen Gebäude der Clarenstraße oder der Straße Unter den Linden zugeordnet. Erreicht werden kann der Logenplatz über den nördlich verlaufenden Faulen Steg. |                                                                                              | Fauler Steg                                            | weitere Bilder                                       |
| Lübberbruch         | Neustädter Feldmark                         | Auf dem Lübberbruch wurden bis 1958 Kirmes- und Zirkusveranstaltungen ausgerichtet. Seit 1960 stehen dort das Stadttheater und das Ravensberger Gymnasium. Am nordwestlichen Rand des Platzes befindet sich die 1911 gebaute städtische Turnhalle. |                                                                                              | Hansastraße, Mindener Straße, Bruchstraße, Werrestraße | Lübberbruch                                          |
| Magdeburger Platz   | Nordstadt innerhalb der Neustädter Feldmark | Der Magdeburger Platz ist kein offizieller Platz. Es handelt sich lediglich um eine platzartige Erweiterung der Magdeburger Straße. Der Bereich, der Nordstadt genannt wird, wurde Ende der 1960er Jahre erschlossen. |                                                                                              | Magdeburger Straße                                     | Magdeburger Platz                                    |
| Maiwiese            | Neustädter Feldmark                         | Die Maiwiese ist eine 6810 Quadratmeter große 1957 gebaute und 2009 modernisierte Freizeitanlage mit einer großen Wiese, einem Bolzplatz, einer Tischtennisplatte, einem Spielplatz und einem Minigolfplatz. Nebenan befindet sich die Kita Maiwiese. |                                                                                              | Damaschkestraße, Bismarckstraße, Sandbrede             | Maiwiese                                             |
| Münsterkirchplatz   | Altstadt                                    | Zum Münsterkirchplatz und zu den Straßen siehe Altstadt (Herford). Auf dem Münsterkirchplatz stehen der Altstädter Brunnen, die Abteistele und ein Stadtrelief. Bedeutende Gebäude sind das Herforder Münster, die Wolderuskapelle und das Volkshochschulgebäude am Münsterkirchplatz 1. Am Rand des Münsterkirchplatzes an der Elisabethstraße steht das Kantorhaus. 1988 wurden bei Ausgrabungen auf dem Münsterkirchplatz Reste der Abteigebäude gefunden. |                                                                                              | Stephansplatz, Am Gange, Elisabethstraße, Rathausplatz | Münsterkirchplatz                                    |
| Neuer Markt         | Neustadt                                    | Zum Neuen Markt und zu den Straßen siehe Neustadt (Herford). Auf dem Neuen Markt steht der Neustädter Brunnen. Bedeutende Gebäude sind die Johanniskirche, das Neustädter Rathaus und das Wulferthaus. | Lübberstraße, Credenstraße, Komturstraße, Höckerstraße, Hämelinger Straße, Petersilienstraße |                                                        | Neuer Markt                                          |
| Radewiger Kurpark   | Radewiger Feldmark                          | 1958 wurde ein fast kreisrundes Brachgelände innerhalb der Straße „Schleife“ östlich des Bahngeländes im Einmündungsbereich Engerstraße, Bünder Straße, Diebrocker Straße und Niederstraße mit Rasen und Blumen bepflanzt und somit eine kurparkähnliche Anlage geschaffen. Die Fläche erhielt danach den inoffiziellen Namen „Radewiger Kurpark“. Innerhalb der Grünanlage befand sich ein „Entenbrunnen“, der von dem von 1954 bis 1963 in Herford lebenden Bildhauer Günter Laurien geschaffen worden war. Aufgrund mehrmaliger Diebstähle der Bronze-Enten wurde der Brunnen von der Stadt später abgebaut. Bis 1952 war auf dem Gelände der Bau einer Großtankstelle vorgesehen. |                                                                                              | Schleife                                               | Radewiger Kurpark                                    |
| Rathausplatz        | Altstadt                                    | Zum Rathausplatz siehe Altstadt (Herford) und Rathaus (Herford). Er wird umrahmt vom Rathaus, der Markthalle, dem Herforder Münster und der Sparkasse Herford. Auf dem Rathausplatz stehen der Abteibrunnen und der Alte Abteibrunnen. |                                                                                              | Münsterkirchplatz, Abteistraße                         | Rathausplatz                                         |
| Rennplatz           | Altstadt                                    | Der Rennplatz ist kein offizieller Platz. Es handelt sich lediglich um eine erweiterte Kreuzung. Zum Rennplatz und zu den Straßen siehe Altstadt (Herford). | Rennstraße, Mittelstraße, Johannisstraße, Lessingstraße                                      |                                                        | Rennplatz                                            |
| Spatzenwiese        | Altstadt/Neustadt                           | Die Spatzenwiese, auch Weddigenuferpark genannt, am Bergertor entstand, nachdem 1940 die Gebäude Bergertorstraße 2, 4 und 6 abgebrochen worden waren, um die Straße zu verbreitern. Ein nicht mehr vorhandener Weg am Gebäude Bergertorstraße 8/10 wurde 1955 nach „Spatz“ Hellweg benannt, einem stadtbekannten Oberamtsinspektor. Richard Hellweg, der 1902 in Herford geboren ist, wohnte seit 1933 im Haus Bergertorstraße 8/10. Als ein Schützenbruderstreich wurde an dem Weg das Straßenschild „Spatzenweg“ aufgestellt. Obwohl der Weg verschwunden ist, hat sich der Name Spatzenwiese für die Freifläche am Bergertor im Volksmund erhalten. Auf der Spatzenwiese steht seit 30. Juni 1968 ein Mahnmal, an dem die Gedenkveranstaltungen zum Volkstrauertag stattfinden. Bis in die 1970er Jahre floss die Bowerre, die die Grenze zwischen der Altstadt und der Neustadt markierte, durch die Spatzenwiese. Zwischen 1969 und 1976 wurden die meisten Teilstücke der Bowerre trockengelegt und zugeschüttet. Seitdem ist auf der Spatzenwiese nur noch die Brücke vorhanden, unter der die Bowerre floss, die an dieser Stelle von der Werre abzweigte (siehe Foto). | Weddigenufer, Pöppelmannwall, Zur Bleiche                                                    | Bergertorstraße                                        | Weg in der Spatzenwiese mit ehemaliger Bowerrebrücke |
| Stephansplatz       | Altstadt                                    | Beim Stephansplatz handelt es sich lediglich um eine Kreuzung. Einzelheiten zum Stephansplatz und zu den Straßen siehe Altstadt (Herford). | Arndtstraße, Hämelinger Straße, Münsterkirchplatz, Auf der Freiheit                          |                                                        | weitere Bilder                                       |
| Uhlandplatz         | Radewiger Feldmark                          | Der Uhlandplatz wurde nach Ludwig Uhland benannt. | Uhlandstraße, Ravensberger Straße, Ballerstraße, Oetinghauser Weg                            |                                                        |                                                      |
| Virchowplatz        | Neustädter Feldmark                         | Der Virchowplatz wurde nach Rudolf Virchow benannt. | Auf der Brede, Ebertstraße, Virchowstraße, Sandbrede                                         |                                                        |                                                      |
| Wilhelmsplatz       | Neustadt                                    | Zum Wilhelmsplatz und zu den Straßen siehe Neustadt (Herford). Auf dem Wilhelmsplatz steht das Wittekinddenkmal. Auf der Nordseite befindet sich die Petrikirche, auf der Südseite die Wilhelm-Oberhaus-Schule. | Augustastraße, Lübbertorwall, Arndtstraße, Schillerstraße                                    |                                                        | Wilhelmsplatz                                        |

## Grün- und Parkanlagen
Bei den hier aufgeführten Parks und Grünanlagen handelt es sich überwiegend um größere Flächen, die nicht unter den oben genannten Plätzen aufgeführt sind.
| Name                       | Stadtteil, Stadtviertel, oder Feldmark | Erläuterungen | Einmündende Straßen im Uhrzeigersinn von Norden | Umgebende Straßen im Uhrzeigersinn von Norden           | Bild           |
| -------------------------- | -------------------------------------- | --- | ----------------------------------------------- | ------------------------------------------------------- | -------------- |
| Aawiesenpark               | Altstädter Feldmark                    | Der Aawiesenpark ist eine 1987 angelegte 4,5 Hektar große Grünfläche östlich des Flusses Aa. |                                                 | Fredericia-Ufer, Hermannstraße                          |                |
| Füllenbruch                | Radewiger Feldmark                     | Das Füllenbruch ist ein etwa 138,79 Hektar großes Naturschutzgebiet in Hiddenhausen sowie nordwestlich der Herforder Innenstadt, wobei lediglich 21,15 Hektar im südöstlichen Bereich auf Herforder Gebiet liegen. Die Grenze des Gebietes berührt dabei auf dem Herforder Stadtgebiet die Umgehungsstraße und die Füllenbruchstraße. |                                                 | Umgehungsstraße, Füllenbruchstraße                      | weitere Bilder |
| Rosengarten am Hinkleyufer | Neustädter Feldmark                    | Auf der ehemaligen Trasse der Herforder Kleinbahn zwischen dem Lübbertor und dem Bergertor, die parallel zur Werre verläuft, wurde eine Fuß- und Radwegpromenade angelegt, die 1974 den Namen Hinckleyufer erhielt. Sie geht auf die 1972 mit der englischen Stadt Hinckley eingegangene Städtepartnerschaft zurück. Im Bereich des ehemaligen Kleinbahnhofs Bergertor wurde ein Rosengarten angelegt. |                                                 | Hinkleyufer                                             |                |
| Schützenhofpark            | Neustädter Feldmark                    | Der Schützenhofpark, auch Schützenwiese genannt, liegt südlich des Stadtpark Schützenhofs am Fuß des Luttenbergs. Sie ist mit Bäumen bewachsen. An einem Trafohaus an der Ecke Pagenmarkt/Steinstraße hat sich der Street-Art-Künstler Victor Ash im Juni 2018 mit einem Kunstwerk versehen. Das in schwarz-weiß gehaltene Kunstwerk soll einen eingeschlagenen Kometen mit einer Kraterlandschaft und Wolken darstellen. An dem am Rand des Parks verlaufenden Pagenmarkt wurde in den 1870er bis 1880er Jahren die Herforder Vision ausgerichtet.                                     |                                                 | Stiftbergstraße, Luttenbergstraße, Steinweg, Pagenmarkt |                |
| Siekerwiese                | Neustädter Feldmark                    | Als Siekerwiese oder Siekers Wiese wird eine mit Bäumen bewachsene Wiese bezeichnet, die sich im Einmündungsbereich Mindener Straße/Umgehungsstraße befindet. Nördlich der Wiese verläuft oberhalb einer Böschung die Umgehungsstraße, östlich bildet die Mindener Straße die Grenze und südlich der Wiese fließt der Uhlenbach entlang. Die Verlängerung der Siekerwiese erstreckt sich in Richtung Südwesten entlang des Uhlenbachtals. Der Name Siekerwiese ist auf die Gaststätte Sieker zurückzuführen, die an der Mindener Straße stand und die im August 2020 abgebrochen wurde. |                                                 | Umgehungsstraße, Mindener Straße Glatzer Straße         |                |
| Werregärten                | Neustädter Feldmark                    | Die Werregärten liegen zwischen der Werre im Süden und Westen, der Werrestraße im Osten und der Hansastraße im Norden. |                                                 | Hansastraße, Werrestraße                                |                |